# Grateloup-Saint-Gayrand
Grateloup-Saint-Gayrand är en kommun i departementet Lot-et-Garonne i regionen Nouvelle-Aquitaine i sydvästra Frankrike. Kommunen ligger i kantonen Castelmoron-sur-Lot som tillhör arrondissementet Marmande. År 2022 hade Grateloup-Saint-Gayrand 470 invånare.

## Befolkningsutveckling
Antalet invånare i kommunen Grateloup-Saint-Gayrand
| Referens: INSEE |